# Ayaka: A Story of Bonds and Wounds
Ayaka: A Story of Bonds and Wounds es una serie de televisión de anime japonesa original creada y escrita por GoRA, animada por Studio Blanc y producida por King Records.
Un manga derivado escrito por GoRA e ilustrado por Ryo Kuroda, titulado Ayaka: Muzzle Flash Back, comenzó a serializarse en la revista Monthly Comic Zero Sum de Ichijinsha el 28 de julio de 2023.

## Sinopsis
Yukito Yanagi es un huérfano originario de Ayakajima, formado por siete islas donde se rumorea que residen seres misteriosos llamados "Mitama" y dragones. Pero luego se fue a Tokio tras la muerte de su padre. Un día, se encuentra con un excéntrico discípulo de su padre que resulta ser su amigo de la infancia, Jingi Sagawa. Jingi luego lo trae de regreso a Ayakajima. Allí, Yukito se encuentra con los otros dos discípulos de su padre, quienes protegen la armonía de Ayakajima que pronto amenaza con colapsar.

## Personajes
Yukito Yanagi (八凪幸人 Yanagi Yukito?)
 Seiyū: Yūto Uemura
Jingi Sagawa (沙川尽義 Sagawa Jingi?)
 Seiyū: Takuma Terashima
Haruaki Kurama (鞍馬春秋 Kurama Haruaki?)
 Seiyū: Kōsuke Toriumi
Aka Ibuki (伊吹朱 Ibuki Aka?)
 Seiyū: Yūichirō Umehara
Chatarō Fukuwake (福分茶太郎 Fukuwake Chatarō?)
 Seiyū: Gakuto Kajiwara
Yako Amano (天乃夜胡 Amano Yako?)
 Seiyū: Yuki Sakakihara
Ibara Ichiyo (一条いばら Ichiyo Ibara?)
 Seiyū: Kana Hanazawa
Taihei Makita (薪田太平 Makita Taihei?)
 Seiyū: Jun Fukuyama
Makoto Yanagi (八凪真人 Yanagi Makoto?)
 Seiyū: Kenjirō Tsuda
Momoko Amamiya (尼宮百々子 Amamiya Momoko?)
 Seiyū: Saori Hayami
Sanji Inо̄ (稲生三次 Inō Sanji?)
 Seiyū: Nobuo Tobita
Mitama (ミタマ?)
 Seiyū: Hekiru Shiina

## Producción y lanzamiento
Esta serie fue creada por Studio Blanc y producida por King Records. Está dirigida por Nobuyoshi Nagayama, con Kana Shibue componiendo la música y Ryō Tanaka dirigiendo el sonido en Bit Grooove Promotion. Redjuice proporciona los diseños de personajes originales, mientras que Misaki Kaneko adapta esos diseños para la animación. Se estrenó el 2 de julio de 2023 en Tokyo MX y BS11. El tema de apertura, "AYAKASHI", es interpretado por Angela, mientras que el tema de cierre, "Flashback", es interpretado por saji. Crunchyroll obtuvo la licencia de la serie fuera de Asia. Medialink obtuvo la licencia de la serie en Asia-Pacífico.